# Red Lobster

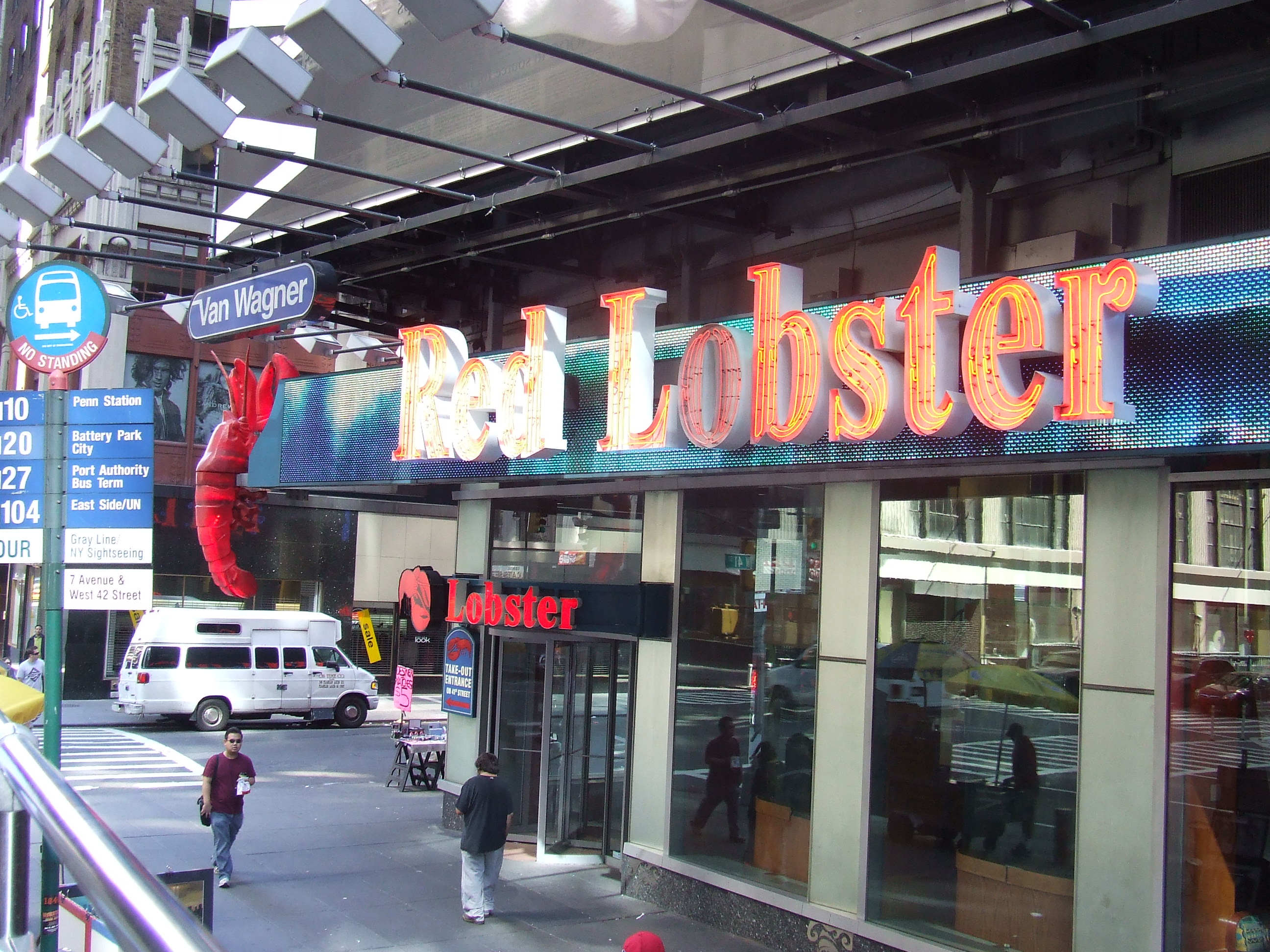
Red Lobster

Red Lobster („Roter Hummer“) ist eine US-amerikanische Seafood-Kette, deren erstes Restaurant 1968 gegründet wurde. Es werden unter anderem Meeresfrüchte und Hummer serviert. Der Unternehmenssitz befindet sich in Orlando im Bundesstaat Florida. Die Idee stammt von den Betreibern des dort angesiedelten Themenparks SeaWorld. 

## Unternehmensgeschichte
Das Unternehmen wurde 1968 von Bill Darden gegründet und aufgebaut. 1995 kaufte General Mills die Restaurantkette auf und gliederte sie in das nach dem Red-Lobster-Gründer benannten Subunternehmen Darden Restaurants ein.
Von 1995 bis 2014 gehörte es zum Restaurantkettenbetreiber Darden Restaurants, die es für 2,1 Mrd. US-Dollar an Golden Gate Capital veräußerte. Finanziert wurde diese Übernahme durch den Verkauf der Restaurantimmobilien, was langfristig das Unternehmen mit laufenden Kosten für Mieten belastete. 2020 wurde Red Lobster vom Unternehmen Thai Union Group übernommen.
Nachdem Red Lobster von Golden Gate Capital übernommen wurde, gliederte das Private-Equity-Unternehmen die Immobilien von Red Lobster aus und verleaste zudem die Immobilien an Red Lobster für 1,5 Milliarden US-Dollar. Die wirtschaftliche Situation bei der Restaurantkette, die ab nun ihre Restaurantimmobilien nicht mehr besaß, verschlechterte sich durch diese Last massiv. Ab 2013 stiegen zudem die Kosten für Meeresfrüchte und die „Endless Shrimp“-Werbekampagne (All-you-can-eat-Angebote) schlug nach Unternehmensangaben mit einem Verlust von 11 Millionen US-Dollar fehl.
2009 gab es 680 Filialen in den Vereinigten Staaten und Kanada. Im Mai 2024 betrieb Red Lobster noch 551 Restaurants in den USA und 27 in Kanada mit rund 36.000 Beschäftigten. Red Lobster verkündete im Mai 2024 die Schließung von 93 Restaurants und beantragte Insolvenz und Restrukturierung nach Chapter 11 aus dem US-Insolvenzrecht.